# 普通型高級中等學校
普通型高級中等學校，簡稱普通高中，是台灣中等教育的學制，也是通往大學的主要通道。主要教授的科目有國文、英文、數學、歷史、地理、公民教育、物理、化學、生物、地球科學等，次要的科目則有音樂、美術、生活科技、家政、電腦、國防通識（軍訓）、健康與護理、體育、生涯規劃等。台灣的高級中等學校大多僅設普通科一科；某些高級中等學校則會增設職業類科。普通科會在高中二年級時分類組，以利學生加強重點科目及幫助其確定未來大學科系走向。通常分為社會組（第一類組）和自然組（第二類組、第三類組）。第一類組主要偏重文科訓練，以大學文、法、商、政等科系為目標。第二類組則較注重數理科目，以大學理工科系為主。至於第三類組則比第二類組多修習一科生物，以大學醫農、生物學系為其主要志向。但不論選擇何類組，國文、英文、數學仍為各類組必修科目。到了高中二年級時，數學更會進一步區分為數學A、數學B。

## 課程
普通高中適用普通高級中等學校課程綱要，而綜合型高級中等學校（二、三年級學術學程與一年級）適用綜合高級中等學校課程綱要，共區分八大領域。
- 語文領域：國文、英文、第二外語、本土語
- 數學領域：數學（高一數學、高二數學A、數學B、高三數學甲、數學乙）
- 社會領域：地理、歷史、公民與社會、法律與生活（綜合高中）
- 自然領域：生物、物理、化學、地球科學
- 藝術領域：音樂、美術、藝術生活
- 生活領域：生活科技、家政、資訊科技概論（普通高中）、電腦概論（綜合高中）、全民國防教育（高一為必修）、野外求生（高二以上選修）、恐怖反恐主義（高二以上選修）、生命教育（必修）、生涯規劃（必修）
- 健康與體育領域：體育、健康與護理
- 綜合活動：班級活動、週會活動、社團活動